# Kozjak (Lopare, BiH)
Kozjak je naseljeno mjesto u sastavu općine Lopare, Republika Srpska, BiH.

## Stanovništvo
| Kozjak             |              |
| godina popisa      | 1991.        |
| Srbi               | 443 (95,68%) |
| Muslimani          | 0            |
| Hrvati             | 3 (0,65%)    |
| Jugoslaveni        | 13 (2,81%)   |
| ostali i nepoznato | 4 (0,86%)    |
| ukupno             | 463          |